# آرگیچی (رود)
آرگیچی (به ارمنی: Արգիճի) رودی است در کشور ارمنستان که در استان گغارکونیک جریان دارد که از گنداسار سرچشمه می‌گیرد و به دریاچه سوان می‌ریزد. طول آن ۵۱ کیلومتر (۳۲ مایل) و مساحت حوضه آبخیز (دبی) آن ۳۸۴ کیلومتر مربع می‌باشد.

## نگارخانه

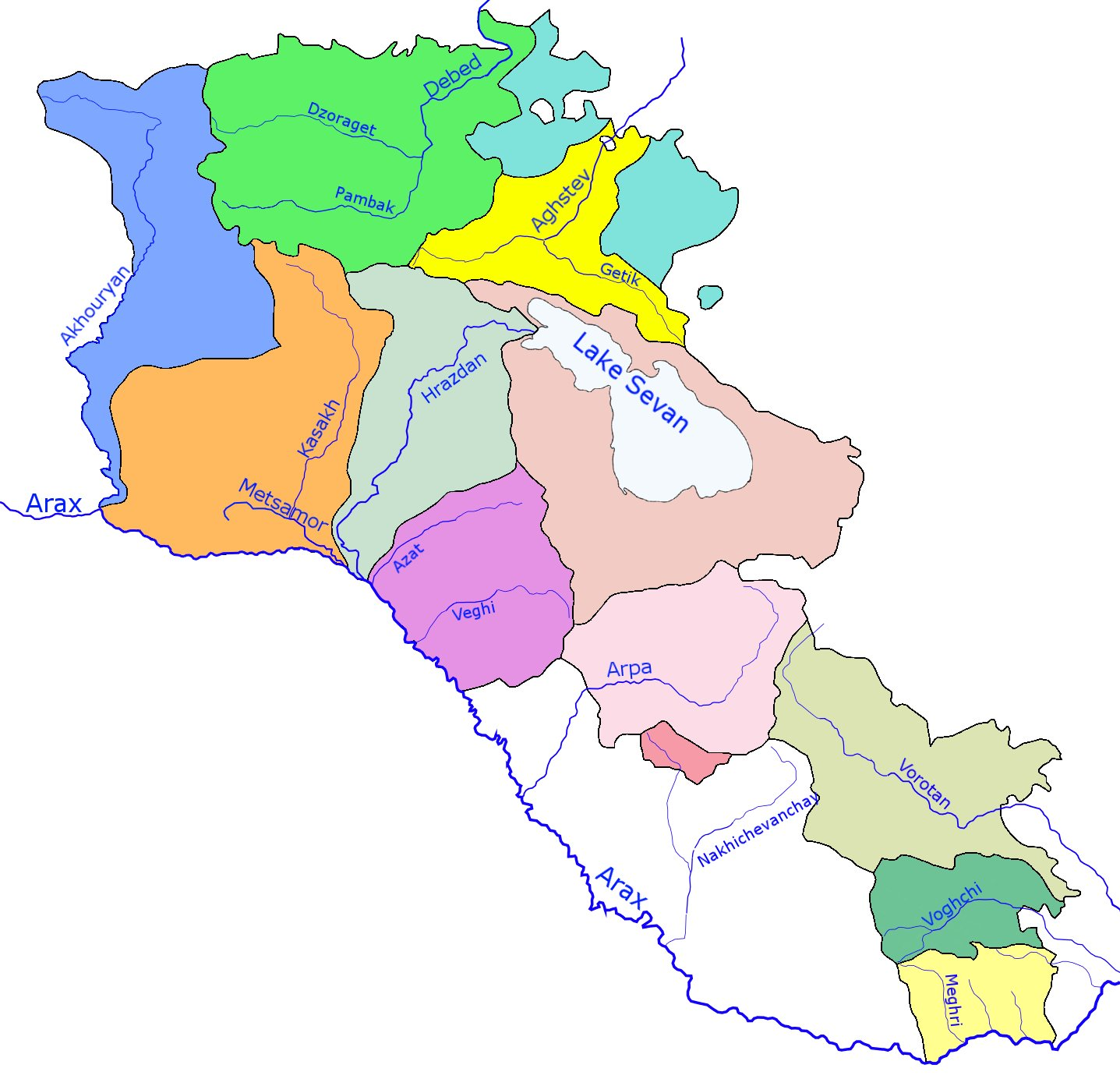
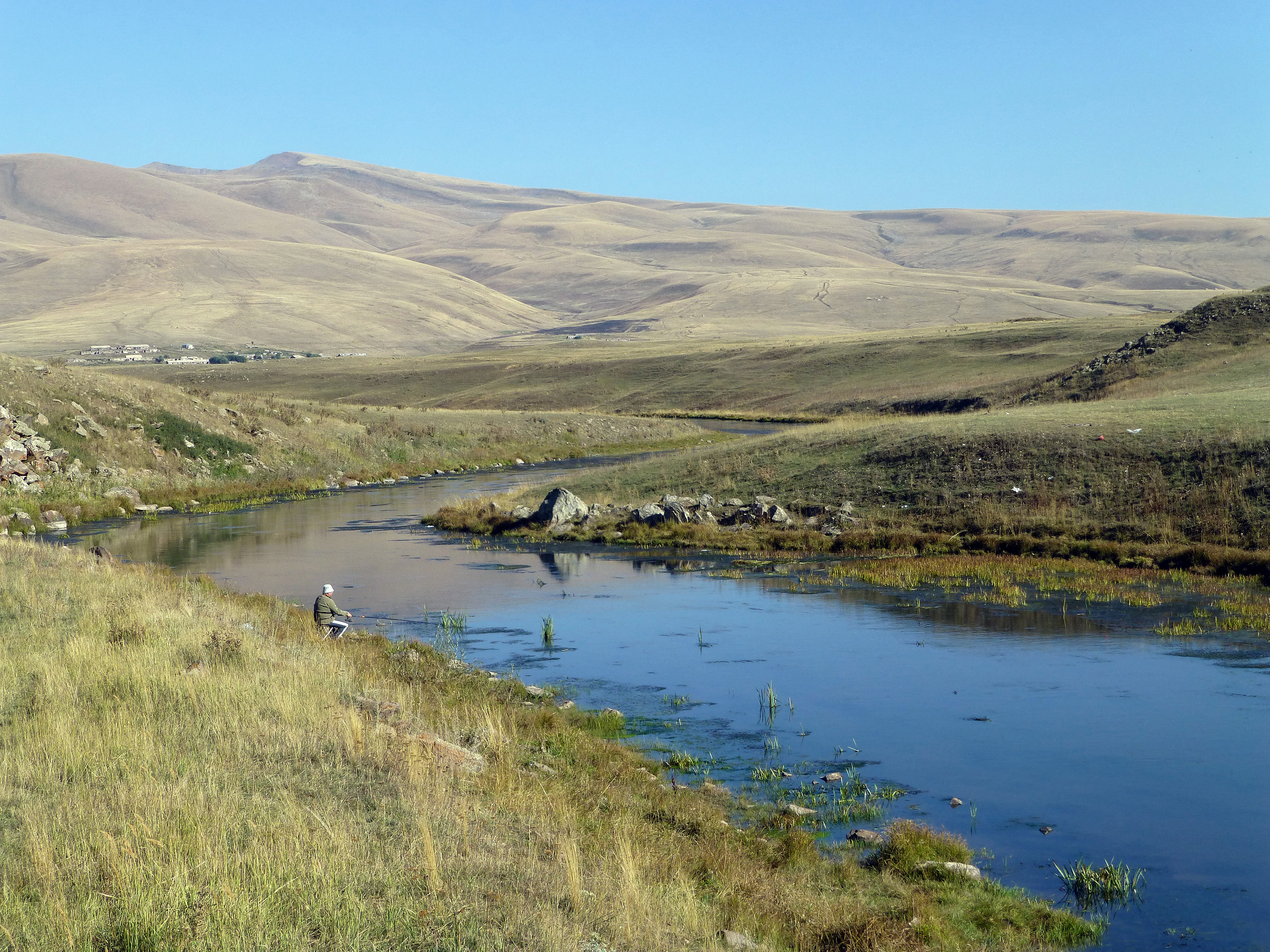